# 湖南省机关事务管理局
湖南省机关事务管理局是湖南省人民政府管理省直机关事务工作的省直属机构。

## 机构设置

### 内设机构
- 办公室
- 国有资产管理处
- 房地产管理处
- 公共机构节能管理处
- 物业管理服务处
- 财务管理处
- 接待服务处
- 人事处

#### 局属单位
- 湖南省省直机关政府采购中心
- 湖南省后勤经济发展指导中心
- 湖南省直单位住房公积金管理中心
- 湖南省机关事务管理局就业服务中心
- 湖南省省直单位经济适用住房发展中心
- 湖南省直单位会计事务管理站
- 湖南枫林宾馆
- 湖南省商业技术学院
- 湖南省行政事务职业学校
- 湖南省人民政府直属机关第一幼儿院
- 湖南省人民政府直属机关第二幼儿院
- 湖南省人民政府直属机关第三幼儿院
- 长沙丰升置业有限责任公司
- 湖南省湘诚物业管理有限公司
- 湖南浏阳桂花湖商务有限公司
- 湖南省湘诚房地产开发有限公司
- 湖南省人民政府直属机关汽车公司